# BoJack Horseman (säsong 1)
Säsong 1 av BoJack Horseman, en amerikansk animerad TV-serie skapad av Raphael Bob-Waksberg, började sändas den 22 augusti 2014 på streamingtjänsten Netflix. Säsongen består av 12 avsnitt.

## Avsnittsguide
Samtliga avsnitt är listade efter sändningsdatum.
| Nr i serien | Nr i säsongen | Titel                                                     | Regissör        | Manus                | Originalvisning |
| --- | ------------- | --------------------------------------------------------- | --------------- | -------------------- | --------------- |
| 1 | 1             | "BoJack Horseman: the BoJack Horseman Story, Chapter One" | Joel Moser      | Raphael Bob-Waksburg | 22 augusti 2014 |
| BoJack anlitar en spökskrivare för att hjälpa honom med biografin som ska föra honom tillbaka i rampljuset.                                                                         |               |                                                           |                 |                      |                 |
| 2 | 2             | "BoJack Hates the Troops"                                 | JC Gonzalez     | Raphael Bob-Waksburg | 22 augusti 2014 |
| BoJacks bråk med en Navy SEAL i en matbutik får nationell uppmärksamhet i media. |               |                                                           |                 |                      |                 |
| 3 | 3             | "Prickly-Muffin"                                          | Martin Cendreda | Raphael Bob-Waksburg | 22 augusti 2014 |
| BoJack återupptar kontakten med sin före detta motspelare Sarah-Lynn, som flyttar in i hans hus och skapar kaos.                                                                    |               |                                                           |                 |                      |                 |
| 4 | 4             | "Zoës and Zeldas"                                         | Amy Winfrey     | Peter A. Knight      | 22 augusti 2014 |
| BoJack bestämmer sig för att handleda Todd; Dianes expojkvän skriver en artikel om Mr. Peanutbutter.                                                                                |               |                                                           |                 |                      |                 |
| 5 | 5             | "Live Fast, Diane Nguyen"                                 | Joel Moser      | Caroline Williams    | 22 augusti 2014 |
| BoJack följer med Diane till hennes pappas begravning; Todd leder en bluff som till slut spårar ur.                                                                                 |               |                                                           |                 |                      |                 |
| 6 | 6             | "Our A-Story is a 'D' Story"                              | JC Gonzalez     | Scott Marder         | 22 augusti 2014 |
| En full BoJack stjäl D:et från Hollywoodskylten i hopp om att imponera på Diane. |               |                                                           |                 |                      |                 |
| 7 | 7             | "Say Anything"                                            | Martin Cendreda | Joe Lawson           | 22 augusti 2014 |
| Princess Carolyn genomgår en dag av personliga och professionella misslyckanden då hennes agentur går samman med hennes före detta rivals agentur.                                  |               |                                                           |                 |                      |                 |
| 8 | 8             | "The Telescope"                                           | Amy Winfrey     | Mehar Sethi          | 22 augusti 2014 |
| BoJack får veta att hans gamle vän från "Horsin' Around" är döende och bestämmer sig för att begrava stridsyxan.                                                                    |               |                                                           |                 |                      |                 |
| 9 | 9             | "Horse Majeure"                                           | Joel Moser      | Peter A. Knight      | 22 augusti 2014 |
| En förälskad BoJack försöker sabotera ett bröllop; Todd tackar ja till en överraskande professionell roll.                                                                          |               |                                                           |                 |                      |                 |
| 10 | 10            | "One Trick Pony"                                          | JC Gonzalez     | Laura Gutin Peterson | 22 augusti 2014 |
| BoJack spelar in en film i Mr. Peanutbutters hus. Diane skriver klart sin bok. |               |                                                           |                 |                      |                 |
| 11 | 11            | "Downer Ending"                                           | Amy Winfrey     | Kate Purdy           | 22 augusti 2014 |
| En berusad BoJack försöker skriva om Dianes bok, vilket leder till en uppenbarelse.                                                                                                 |               |                                                           |                 |                      |                 |
| 12 | 12            | "Later"                                                   | Martin Cendreda | Raphael Bob-Waksburg | 22 augusti 2014 |
| Några månader har gått sedan BoJacks biografi publicerades. Han upptäcker att trots att boken räddat hans karriär, har den kanske också förstört alla hans personliga förhållanden. |               |                                                           |                 |                      |                 |